# トングリ砂漠
トングリ砂漠（トングリさばく、ᠲᠩᠷᠢ
ᠡᠯᠡᠰᠦ，転写：Tenger els、騰格里砂漠）は、中華人民共和国内モンゴル自治区アルシャー盟から甘粛省中部にかけて広がる砂漠。面積は約3万7千平方キロメートルで、中国で4番目に広い砂漠である。「トンゴリ砂漠」、「テンゲル砂漠」などとも言う。「トングリ」はモンゴル語で果てしなく大きな空を意味する。
東は賀蘭山、西は雅布頼山、南の一部は万里の長城と接する。砂漠の平均標高は1,200mと高い。砂漠の約7割は砂丘が占め、砂丘の中に湖を有した窪地、山地、平地などが点在している。砂丘の多くは三日月形に湾曲した形状で、固定・半固定の砂丘は少なく、風向きの影響で南東方向に移動することが多い。砂丘の高さは10～30mのものが多いが、100mに達するものもある。
また、砂漠の南西部は植物の生育が見られ、マオウやヨモギが点々と生えている。砂漠の中にある湖の数は400以上に上るが、大きさは大小さまざまである。淡水湖が多く、湖の周りはヨモギが生育しており、家畜の餌になるので遊牧の拠点となっている。アルシャー盟境内のトングリ砂漠はバダインジャラン砂漠と居延海砂漠と共に「アルシャー砂漠ユネスコ世界ジオパーク」に指定される
2021年12月29日、烏瑪高速道路の寧夏回族自治区青銅峡市－中衛市区間が開通。全長122.9kmのうち18kmはトングリ砂漠を通過する区間となっている。

## ギャラリー

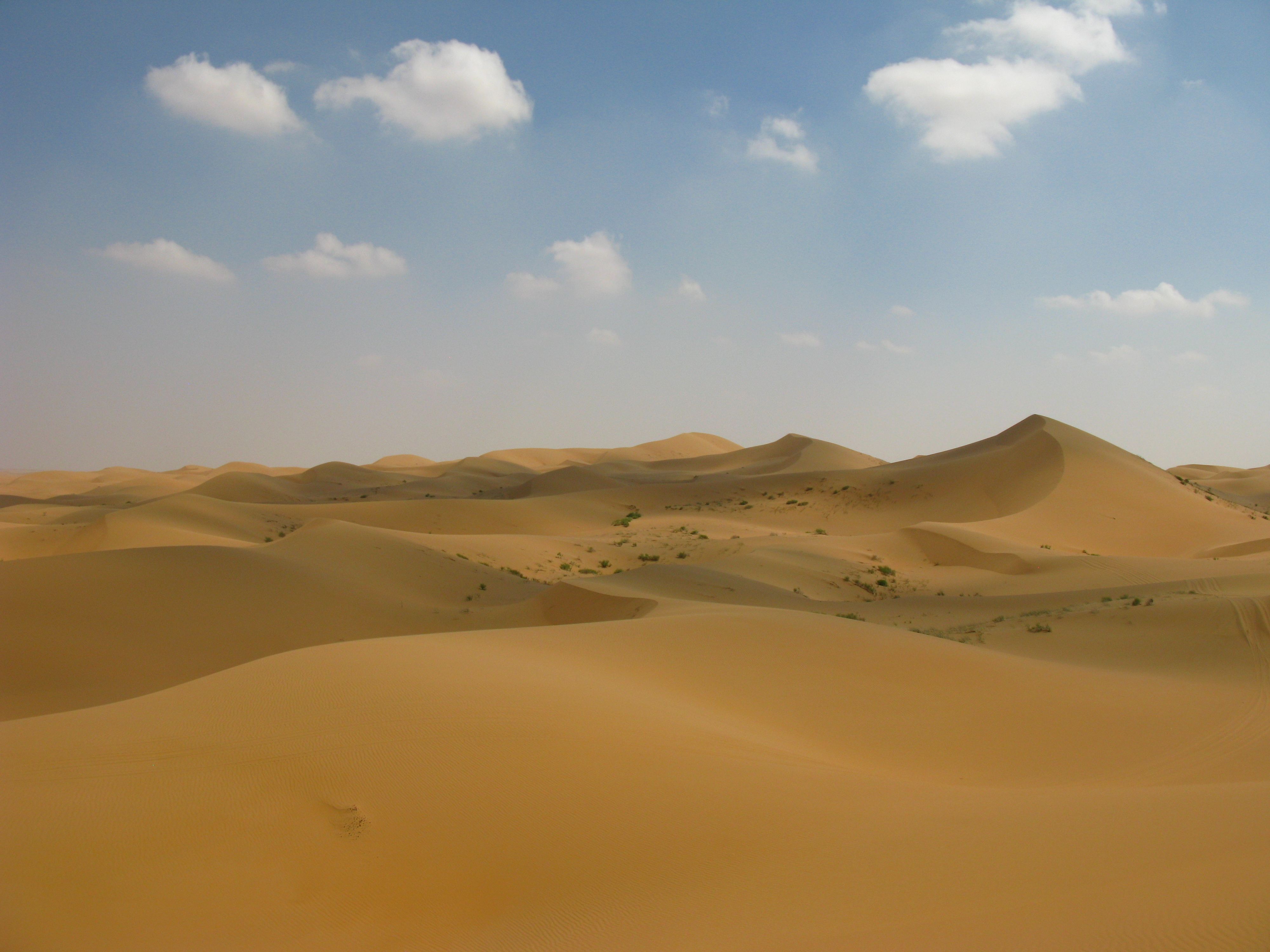
トングリ砂漠
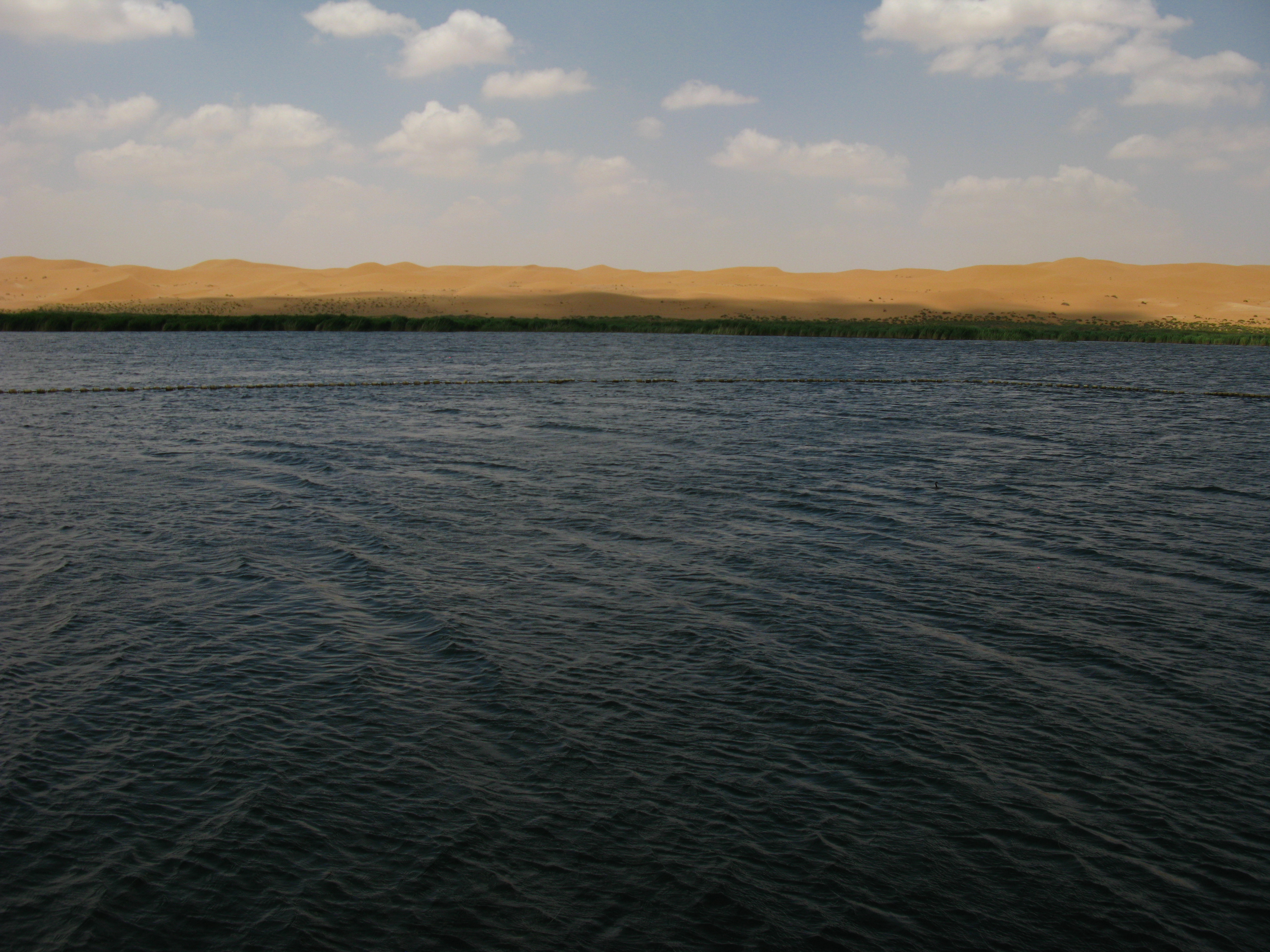
砂漠の真ん中にある「月の湖」
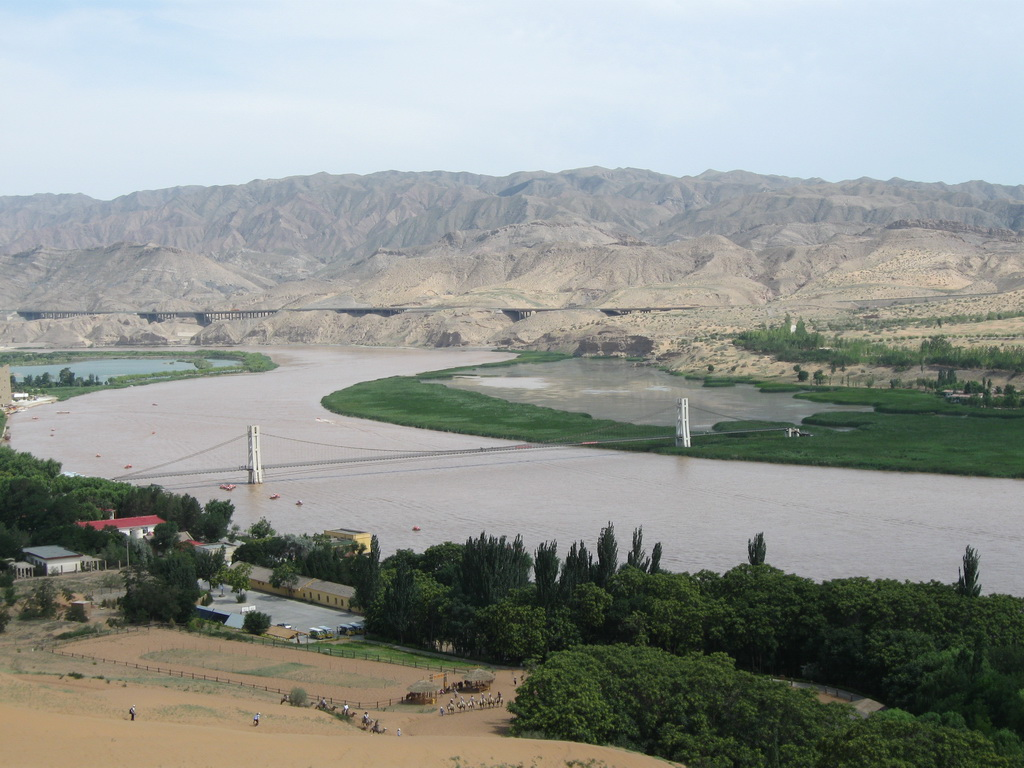
寧夏回族自治区沙坡頭区